# I Wanna Rock
"I Wanna Rock" pjesma je američkog repera Snoop Dogga. Objavljena je kao treći singl s albuma Malice 'n' Wonderland 17. studenog 2009. godine nakon drugog singla "That's Tha Homie". Producent pjesme je Scoop DeVille, a montažu je obavio Dr. Dre.

## Glazbeni spot
Glazbeni spot je imao premijeru 26. studenog 2009. godine na MTV Hits i MTV.com. Spot sadrži Jamie Foxxa i pobjednike treće sezone America's Best Dance Crew.

## Top liste
| Top lista (2009. – 2010.)           | Završna pozicija |
| ----------------------------------- | ---------------- |
| SAD Billboard Hot 100               | 41               |
| SAD Billboard Hot R&B/Hip-Hop Songs | 10               |
| SAD Billboard Rap Songs             | 3                |